# Ponte Leproso
Il ponte Leproso è un ponte di origine romana che attraversa il fiume Sabato ai margini dell'abitato di Benevento. Tramite questo ponte accedeva alla città il tratto di Via Appia antica proveniente da Capua.
Il ponte è incluso nel sito Patrimonio dell'Umanità UNESCO Via Appia. Regina Viarum.

## Storia

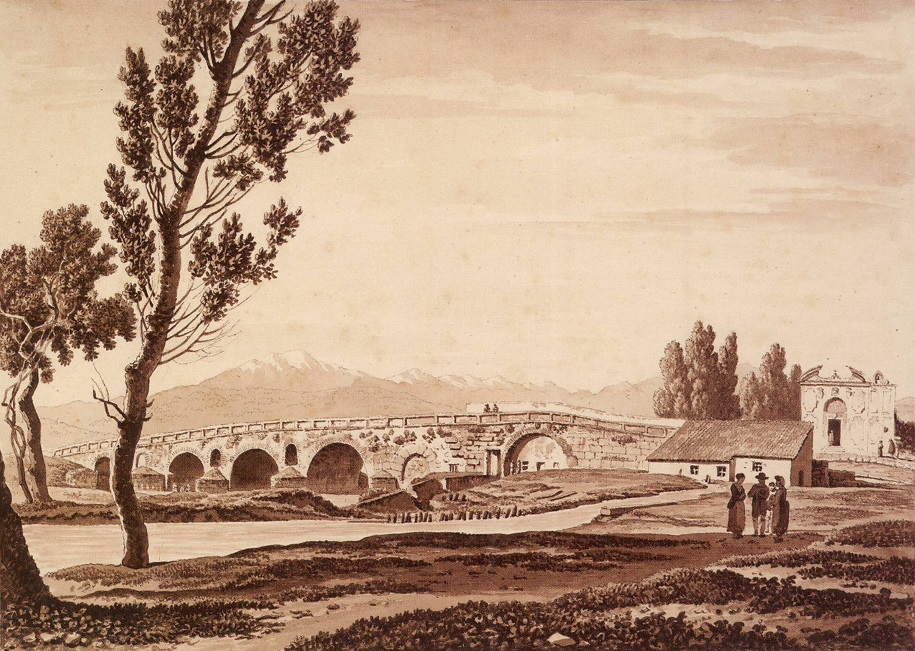
Il ponte Leproso dipinto da Carlo Labruzzi nel 1789. Sono visibili la chiesa dei SS. Cosma e Damiano, il mulino Terragnoli e la canalizzazione che, ingombrando l'ultima arcata del ponte, portava acqua al mulino Pacca sul versante opposto.

La datazione del ponte non è determinata con precisione, ma certamente la sua costruzione si rese necessaria non molto dopo la fondazione di una colonia romana a Benevento (268 a.C.), allorché venne prolungata la Via Appia che fino a quel momento doveva giungere solo fino a Capua.
È probabile che il ponte sia stato restaurato nel periodo in cui gli imperatori romani Valentiniano I, Valente e Graziano regnarono congiuntamente (367-375), perché i loro nomi appaiono in due frammenti di iscrizione, ora reimpiegati in un pilone, ma che in origine dovevano correre lungo l'orlo del parapetto. Secondo la tradizione erudita locale, due arcate del ponte furono distrutte da Totila quando le sue orde devastarono Benevento (545); ma è un'affermazione non fondata con certezza.
Il nome attuale del ponte ricorre per la prima volta in un documento del luglio 830, in merito alla fondazione di un ospizio nelle sue adiacenze, in una casa appartenente al gastaldo Rodegario di Dauferio. Stefano Borgia, governatore di Benevento nel XVIII secolo, aveva in effetti ipotizzato che il nome del ponte potesse derivare dalla vicinanza a un lebbrosario, pur non conoscendo tale documento. Una spiegazione alternativa è quella di Giovanni De Vita, dello stesso periodo: secondo lui la scabrosità delle superfici lapidee del ponte poteva ricordare la pelle di un lebbroso.

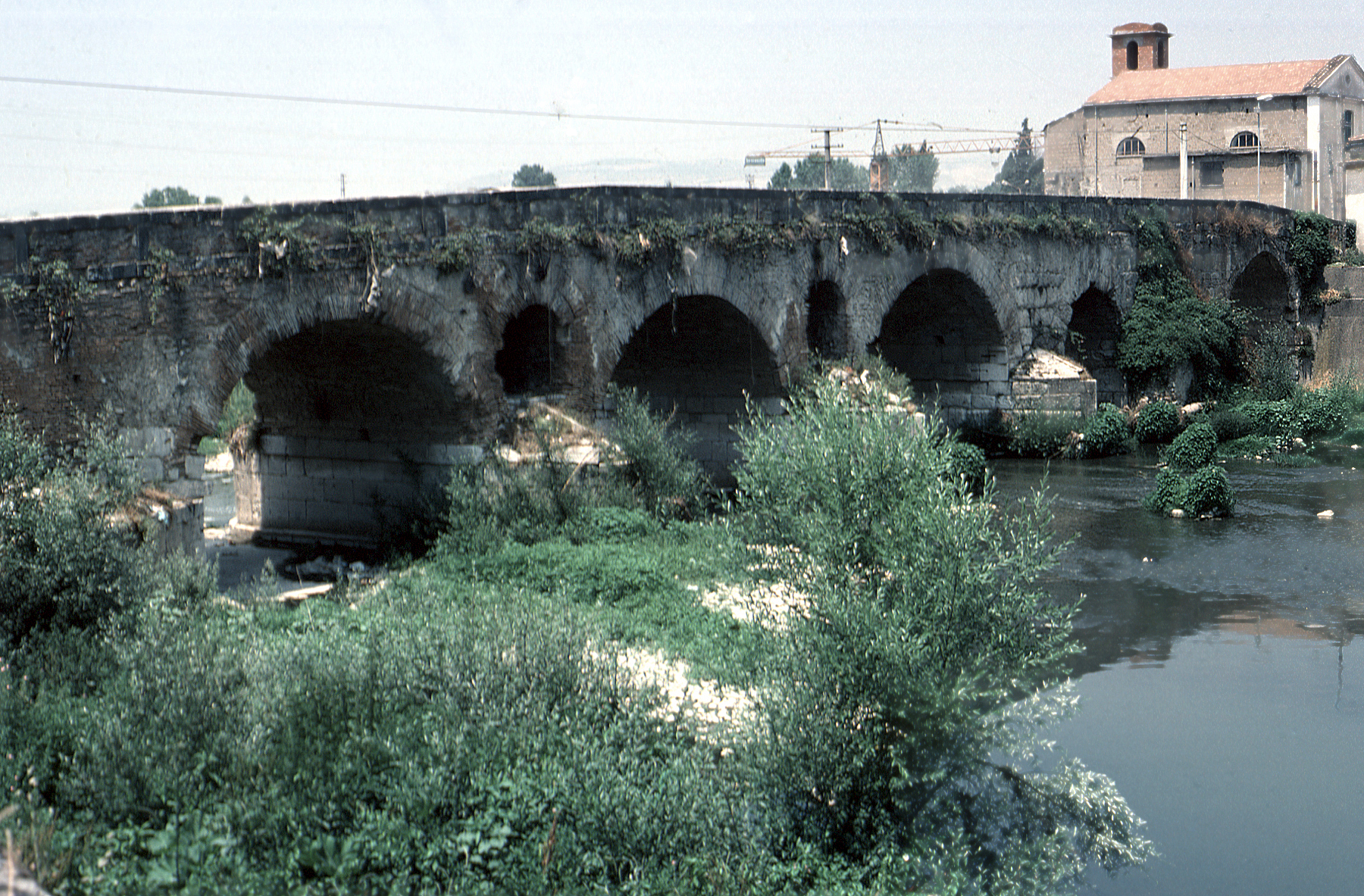
Vista da est in una foto del 1969, con la chiesa dei SS. Cosma e Damiano

La seconda menzione nota è del marzo 1077, a pochi mesi dalla fine del Principato di Benevento. Il principe Landolfo VI concesse a Dacomario, futuro rettore pontificio della città, la facoltà di derivare un proprio canale dalla canalizzazione già esistente a fianco del fiume Sabato, e quindi di costruirvi mulini: nel fare ciò, poteva disporre con ampia libertà della strada che attraversava il «ponte(m) marmoreu(m) quod dicitur de Leprosis», nonché alterare a piacimento il ponte stesso e costruirvi degli edifici. In forza di questa concessione, la struttura del ponte deve aver subìto delle modifiche rilevanti.
Il terremoto del 1702 arrecò gravi danni al ponte: nel 1712, su spinta dell'arcivescovo di Benevento Vincenzo Maria Orsini, esso fu ristrutturato dall'architetto napoletano Giovan Battista Nauclerio, che conferì al ponte uno stile revival classicheggiante.
Da Stefano Borgia e da fonti ottocentesche si apprende che il ponte Leproso era chiamato anche ponte di San Cosimo, a causa della presenza della chiesa dei SS. Cosma e Damiano a esso adiacente, sulla riva destra del Sabato. Questa, sorta in epoca imprecisata e ricostruita verso gli anni 1860, era un luogo di culto caro ai lavoratori dei mulini addossati al ponte. Si trattava di due mulini alimentati da canali derivati dal fiume Sabato: uno, di proprietà della famiglia Pacca, poi Ventura, fu abbattuto nel secondo dopoguerra; l'altro era il mulino Terragnoli, poi Pacifico, che attorno agli anni 1920 fu acquistato dal comune a uso di mattatoio, e dal 2005 è sede di una compagnia teatrale indipendente.
Nel XX secolo il ponte è rimasto aperto al traffico veicolare: i mezzi a motore sono stati interdetti solo nel 2004.

## Descrizione

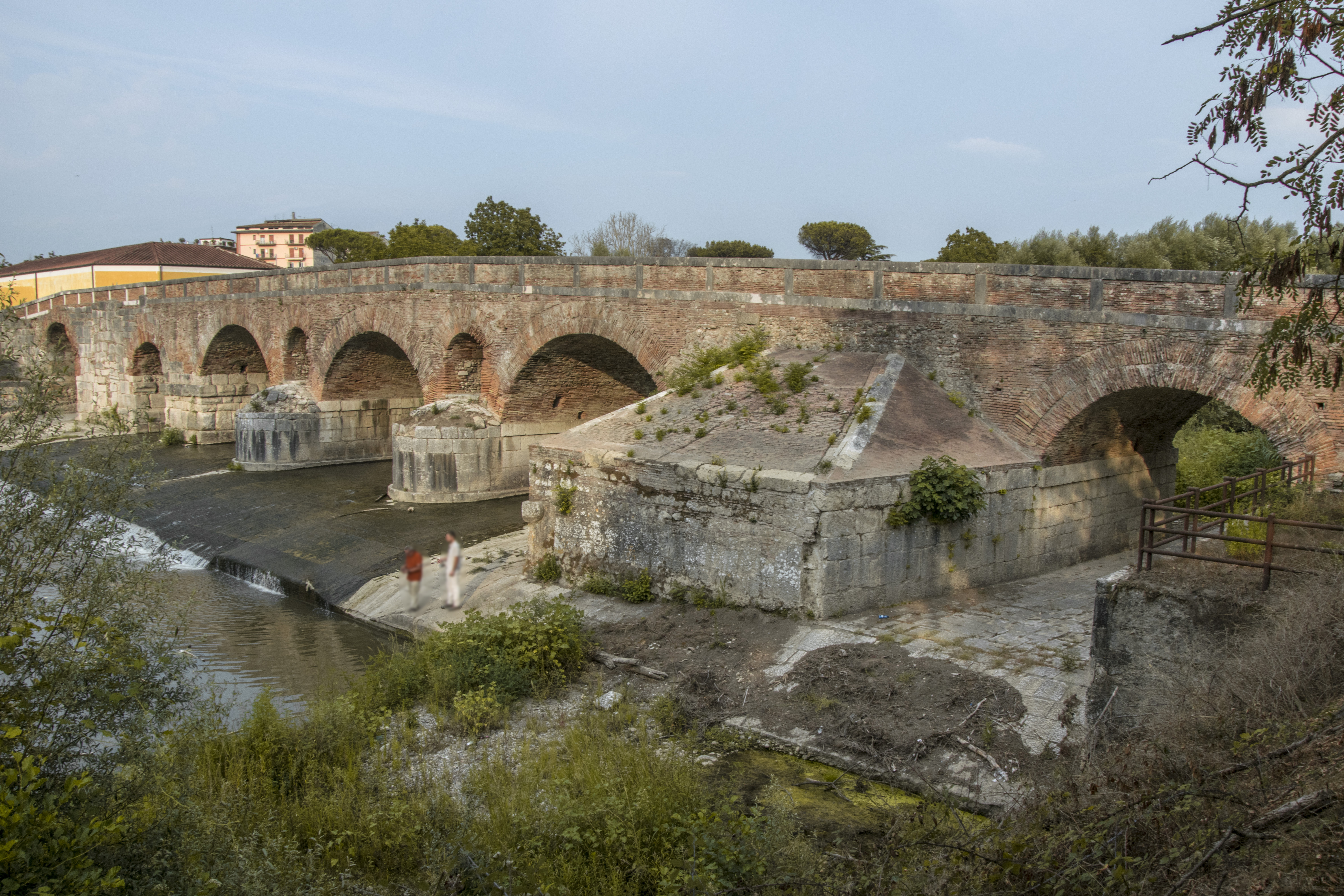
Vista complessiva del fronte ovest. In primo piano sono le arcate settecentesche

Il ponte Leproso è orientato grossolanamente in direzione N-S; nella configurazione attualmente visibile, si apre in sei luci di ampiezza diseguale, che poggiano su una platea in blocchi lapidei. Le quattro arcate da sud o dalla sinistra del fiume, rivolte verso la contrada Santa Clementina, sono interamente frutto della ricostruzione settecentesca. L'intervento di Nauclerio sembra fortemente ispirato ai ponti della Via Traiana; i piloni, in materiale lapideo, sorreggono una struttura in laterizi, con arcate a doppia armilla a sesto ribassato. Nelle parti da lui ristrutturate, egli incluse svariati elementi di recupero di età romana.
Sono più antiche le due arcate da nord o dalla sponda destra, ovvero le più vicine al centro cittadino. Esse, benché ampiamente alterate, rivelano che il ponte in età classica era costruito interamente nella cosiddetta opera pseudisodoma, ovvero in grossi blocchi (o bugne) lapidei, squadrati ma posti in filari irregolari, grossolanamente sbozzati sulle facce a vista; ciò giustifica l'aggettivo "marmoreo" usato nel documento del 1077. La stessa modalità di costruzione ricorreva in altri ponti, non più esistenti, posti sul tratto di Via Appia proveniente da Caudium.
La faccia occidentale di queste arcate di destra era coperta dal mulino Pacca-Ventura, il quale può corrispondere al mulino installato secoli prima da Dacomario: per tale motivo esse risultavano sostanzialmente obliterate, ed escluse dal corso del fiume; e restano marginali anche nella risistemazione attuale. Le mura del mulino Terragnoli, poi Pacifico, inglobano un tratto di spalla del ponte della faccia orientale. Di fronte ad esso è la chiesa dei SS. Cosma e Damiano.

### Arcate

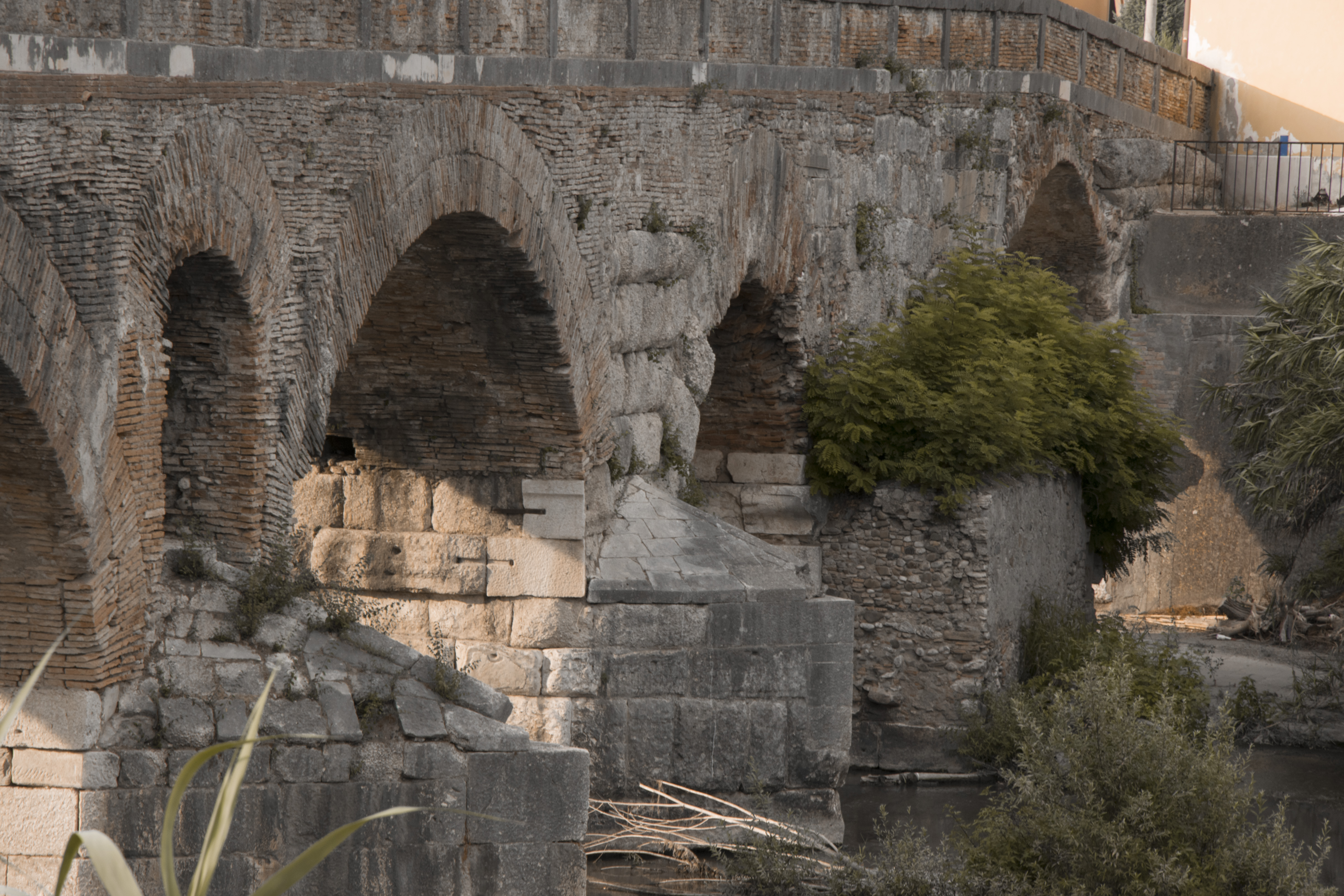
Dettaglio sopra corrente delle arcate più vicine alla sponda destra e dei loro rostri

Lo studio più dettagliato delle strutture del ponte Leproso è quello condotto da Almerico Meomartini, architetto e archeologo beneventano, alla fine del XIX secolo. Egli poté stabilire che la luce più a sinistra è un'aggiunta settecentesca, aperta traforando le spalle del ponte antico. Ampia 5,35 m e posta di sbieco rispetto all'asse del ponte, si rese necessaria per contrastare l'erosione, poiché il letto del fiume era stato ristretto con l'installazione dei mulini sulla sponda opposta. Oltre che sulla testata, questa arcata poggia su una pila che risulta più ampia e irregolare delle altre.
Escludendo l'arcata di cui sopra, Meomartini concluse dallo studio delle parti più antiche superstiti che il ponte dell'età classica doveva consistere di cinque arcate uguali, ampie 8,70 m, corrispondenti a quelle attuali pur se fra varie alterazioni. Le tre ricostruite da Nauclerio sono comunque simili fra loro, ma leggermente meno ampie (8,30-8,36 m). Le due pile intermedie fra queste presentano un rostro a pianta triangolare a est, sopra corrente, e semicircolare al lato opposto. Sopra di esse, nei timpani, si aprono delle luci di sfogo utili in caso di piena.
Quanto alle due arcate più antiche, il segno più evidente delle modifiche cui sono state sottoposte nel tempo è la pila che le divide. Infatti essa, insolitamente ampia, è stata allargata rispetto al ponte antico: ingombra marginalmente la prima luce da destra (riducendola a circa 8 m di ampiezza); ma soprattutto invade la seconda, ridotta ad un'ampiezza di soli 4,55 m (ai tempi di Meomartini la prima era occupata dal canale di adduzione al mulino, e la seconda era stata otturata); il suo paramento murario è estremamente irregolare e ricco di elementi di reimpiego. È plausibile che la costruzione di questa pila sia una delle alterazioni più rilevanti seguite alla concessione a Dacomario: potrebbe essere dovuta alle esigenze del mulino che veniva addossato al ponte, come quella di avere un punto d'appoggio per i relativi macchinari.
Tuttavia, le caratteristiche del ponte in età classica restano leggibili nella seconda pila (oltre la quale iniziano le campate settecentesche), sostanzialmente integra, e nell'intradosso della testata: in particolare è ben visibile la cornice aggettante, alta 60 cm, sopra la quale si elevano le arcate, così costruita di modo da fornire un punto d'appoggio per le centine durante la loro costruzione. La pila integra (spessa 5 m in facciata, 7,50 m nell'intradosso) ha un rostro triangolare sopra corrente, ma non ne ha dal lato opposto. Sopra di essa è leggibile anche qualche porzione originaria del timpano. Le arcate sono state in buona parte ricostruite in ghiere di laterizi, e a causa del restringimento mostrano una forma irregolare; tuttavia ne rimangono rilevanti porzioni di età classica (soprattutto negli intradossi), costruite in grandi conci lapidei a forma di cuneo: in origine esse erano a tutto sesto, centrate all'altezza del margine inferiore della cornice. La seconda arcata, sopra le ghiere in laterizio, mostra un tratto aggiuntivo che alterna laterizi a conci di tufo.

### Spalla verso la città
Il piano stradale sul ponte, in età classica, doveva essere completamente orizzontale. Restano visibili alcuni tratti della fascia di bugne lapidee a sostegno delle rampe che salgono su tale piano, aggettanti e recanti una fascia lungo l'orlo inferiore: a causa dell'abbassamento del livello di calpestio, molte sono visibili dal versante interno (specie quelli murati nel mulino Pacifico) e mostrano le concavità che venivano utilizzate per posizionarle e distanziarle correttamente.
Meomartini ebbe modo di seguire anche il digradare del piano stradale procedendo dal ponte verso la città. Dai suoi scavi emerse che il paramento murario a bugne lapidee proseguiva anche lungo il muro di spalla, la cui pendenza diminuiva allontanandosi dal ponte; quest'ultimo si interrompeva per dare luogo ad un'ulteriore arcata, più modesta e più bassa delle altre: sicuramente costruita non prima dell'età medievale, forse in due momenti diversi, faceva defluire le acque passate attraverso il mulino Pacifico (ora è interamente interrata). Meomartini si accorse anche che tale muro poggiava su una fondazione in conci di tufo, posta allo stesso livello su cui poggiava un monumento sepolcrale, sotto la scaletta di accesso alla chiesa dei SS. Cosma e Damiano. Pensò quindi, per analogia con altri monumenti, che tale fondazione appartenesse a una fase del ponte precedente a quella in bugne lapidee: questa idea è stata ritenuta accettabile anche in contributi più recenti.

### Reimpieghi notevoli

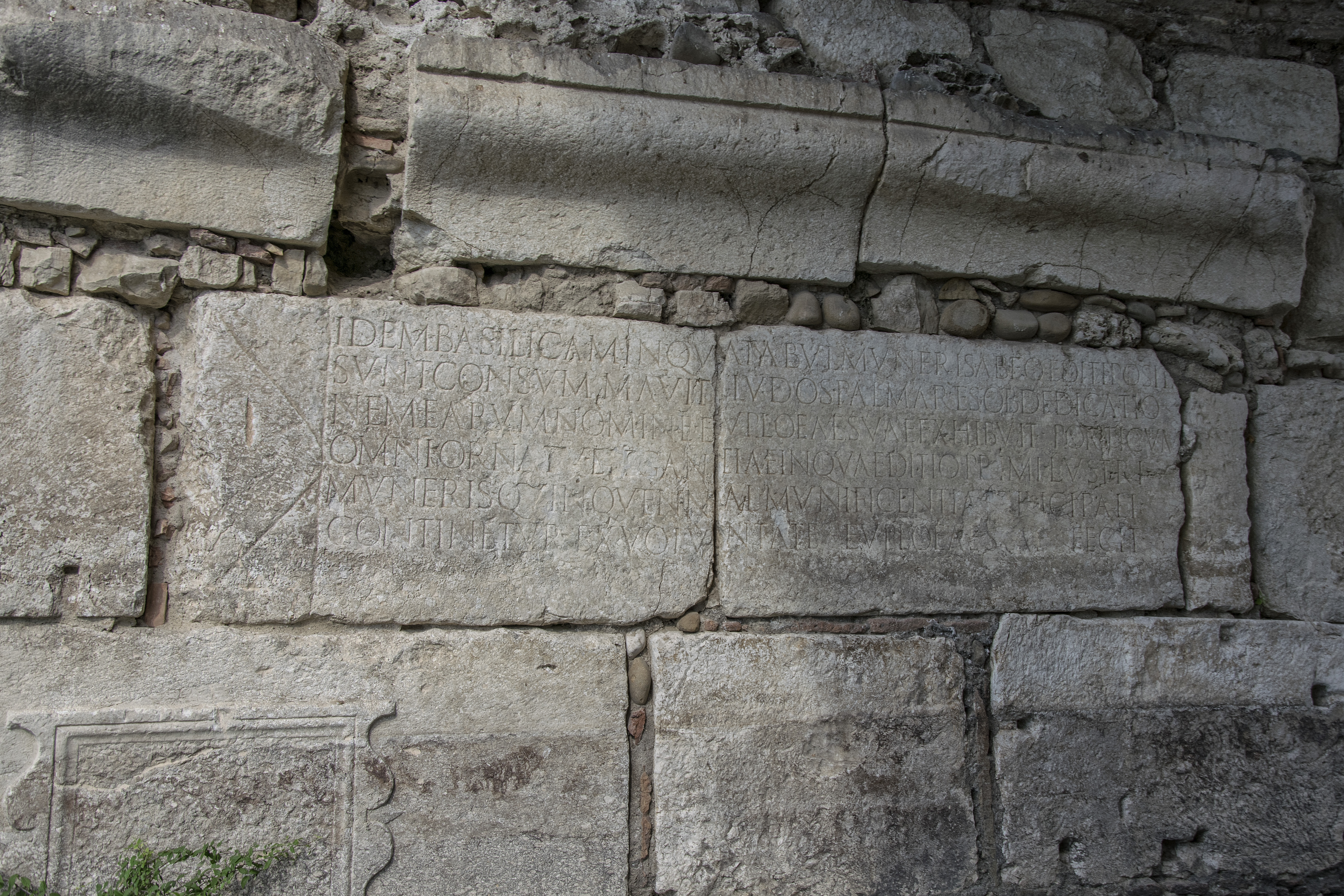
L'iscrizione riguardante i giochi gladiatori

Si può riscontrare una concentrazione interessante di conci di reimpiego, in particolare recanti iscrizioni, attorno alla prima pila del ponte a partire dalla sponda destra del fiume; la quale, come precedentemente indicato, è frutto di una ristrutturazione avvenuta nel medioevo. Su di essa si trovano i due frammenti di parapetto con i nomi dei tre imperatori dell'età tarda, sopra menzionati; ma è notevole anche un'iscrizione riguardante le iniziative di Vatinio, ciabattino beneventano noto per la sua arrampicata sociale, che celebrò dei giochi gladiatori in onore di Nerone. Essa viene così riportata nella storia di Enrico Isernia:
( Enrico Isernia, Istoria della città di Benevento dalla sua origine fino al 1894, I, Benevento, A. D'Alessandro e Figlio Editori, 1895,  p. 97. URL consultato il 4 settembre 2024.)
Ancora, sul paramento murario della stessa pila sono ulteriori frammenti di iscrizioni, più modesti, nonché di fregi. Sono inoltre inglobate delle lapidi sepolcrali, qui come anche sui piloni ricostruiti da Nauclerio.

## La Via Appia attorno al ponte Leproso

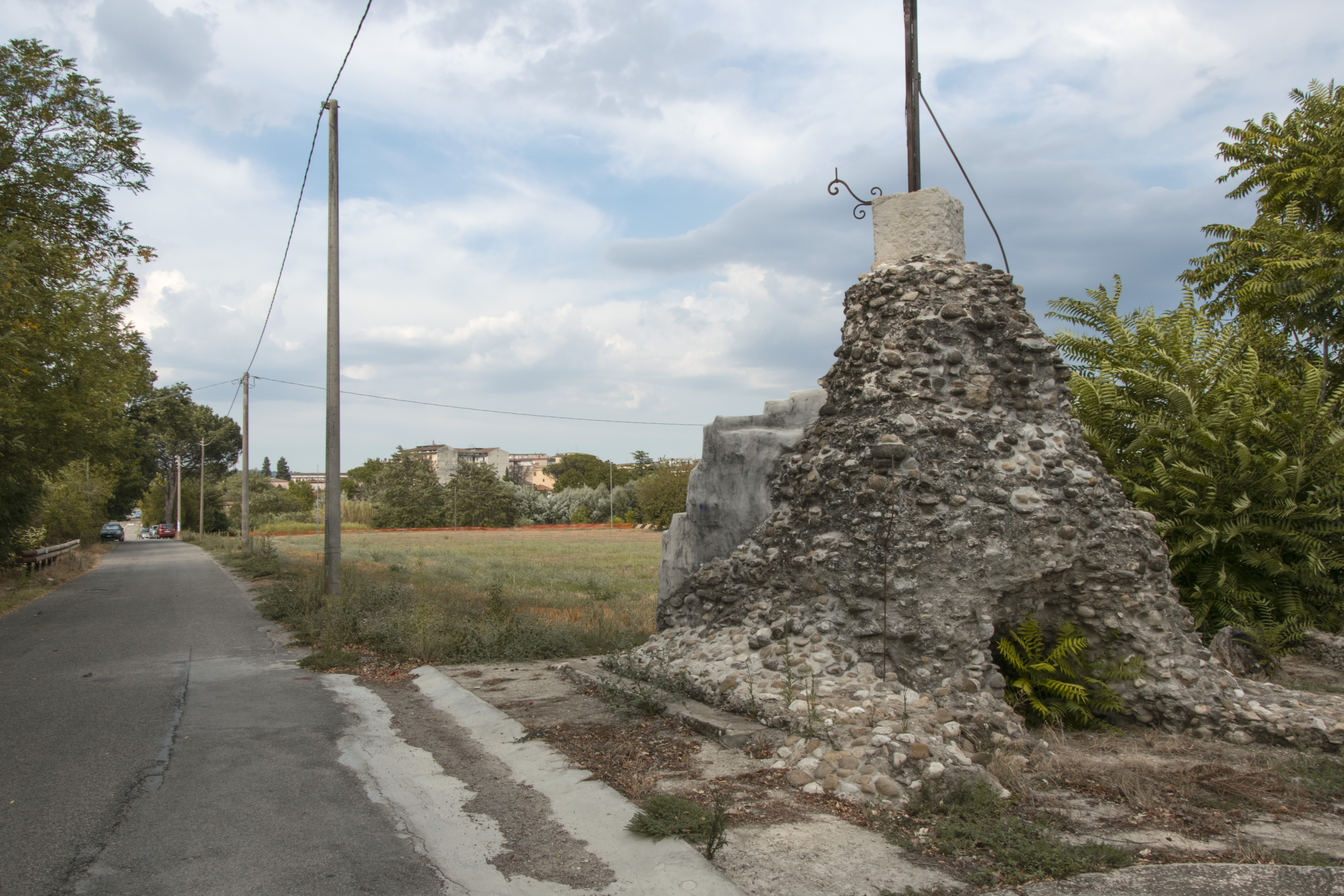
I resti del mausoleo meglio visibile lungo via Santa Clementina, corrispondente all'Appia antica. Attualmente sono sormontati da un crocefisso.

La Via Appia, nel suo tratto in arrivo al ponte Leproso dalla direzione di Caudium, incontra dapprima la chiesa di Santa Clementina, costruzione ottocentesca che sarebbe stata innalzata sopra ruderi di età romana. Poco oltre, sono riscontrabili i nuclei in opera cementizia di due monumenti funerari, posti ai due margini della strada. Gli scavi condotti da Meomartini rivelarono, procedendo oltre il ponte Leproso, un ulteriore mausoleo sotto i gradini della chiesa dei SS. Cosma e Damiano, del quale poté apprezzare la base in conci lapidei e il paramento in mattoni tagliati a sezione triangolare. Ciò dimostra che la via Appia, nel suo tratto in ingresso a Benevento, era fiancheggiata da un discreto numero di monumenti funerari, similmente a quanto accadeva in altre città.
Ancora oltre, Meomartini identificò un breve segmento superstite di lastricato della Via Appia. La sua carreggiata, ampia 4 m e pavimentata in blocchi lapidei poligonali, recava ai margini i camminamenti pedonali in acciottolato, larghi 1,80 m, e ne erano visibili anche i muretti di sostegno. Nei pressi di questo tratto, la strada (almeno nella sua prima configurazione) si biforcava: un ramo usciva dalla città in direzione dell'attuale contrada Pantano, l'altro si apprestava ad attraversarla per poi proseguire il suo corso verso Brindisi. Qui deviava, in corrispondenza della mole dell'anfiteatro romano di Benevento. In tempi successivi, l'Appia avrebbe fatto ingresso in città tramite l'area della futura porta San Lorenzo, di modo da lambire il criptoportico di cui esistono ancora i ruderi, noti come Santi Quaranta.